# 나카무라 세이사쿠
나카무라 세이사쿠(中村誠策, 1924년 경 - 1943년)는 일본의 연쇄 살인자이다. Hamamatsu deaf killer(하마마쓰의 귀머거리 살인자)라는 별명으로도 알려져 있다.
시즈오카 출신인 나카무라는 형제 중 유일한 선천적 귀머거리로 태어나 가족들에게조차 소외받고 자랐다. 그러나 머리는 좋아 학업성적이 우수했다고 한다.
1938년 8월 22일, 여성 2명을 성폭행하려다 살해한다. 그로부터 3년 뒤인 1941년 8월 18일, 나카무라는 1명을 살해하고 1명에게 부상을 입혔다. 이어 이틀 뒤인 8월 20일에 3명이 살해된 채로 발견되었다. 물론 나카무라에게 살해된 것이었다. 이어 9월 27일에는 자신의 가족들을 대상으로 범행하여 1명이 죽고 4명이 다쳤다. 이듬해인 1942년 8월 30일, 나카무라는 일가 5명 중 4명을 살해하고 나머지 1명을 성폭행하려 하나 성폭행은 미수로 그쳤다.
10월 12일 체포된 나카무라의 재판은 전시 상황이라는 특수성으로 인해 전시 형사 특별법(戦時刑事特別法)에 의거, 2심제 재판으로 치러졌다. 재판에서 나카무라는 사형을 선고받고 1943년 처형되었다. 전시 상황으로 보도 통제가 이루어지던 때에 이루어진 나카무라의 범행은 거의 보도되지 않아 당시에는 그다지 알려지지 않았다.